# Szabolcs Schön
Szabolcs Schön, né le 27 septembre 2000 à Budapest, est un footballeur international hongrois qui joue au poste d'ailier au Bolton Wanderers.

## Biographie

### Carrière en club
Initialement formé au Budapest Honvéd, Szabolcs Schön rejoint l'Ajax en 2017,. À Amsterdam il joue principalement dans l'équipe des moins de 19 ans, parvenant également à faire ses débuts en Eerste Divisie avec le Jong Ajax, lors d'une victoire 2-0 contre Helmond Sport en septembre 2018. En janvier 2019, il retourne dans son pays natal pour jouer au MTK Budapest,.
Le 7 avril 2021, il est transféré au FC Dallas, où il fait rapidement ses débuts en MLS,. En 2021, il est auteur de six passes décisives en vingt-quatre rencontres disputées. Néanmoins, face à la concurrence d'autres ailiers de qualité, Schön n'obtient quasiment aucun temps de jeu en 2022, se contentant de jouer deux matchs en Coupe des États-Unis.
Le jeune hongrois retourne finalement dans son pays natal le 26 août 2022 en étant transféré au MOL Fehérvár, alors même qu'il disposait d'une entente à long terme avec le FC Dallas.
Le 2 août 2024, il rejoint Bolton Wanderers.

### Carrière en sélection
International hongrois dans toutes les catégories d'âge, Schön fait notamment partie des cadres avec l'équipe des moins de 17 ans, qui atteint les quarts de finales de l'Euro junior en 2017.
Il est appelé une première fois en équipe nationale senior par Marco Rossi en mai 2021 pour préparer l'Euro qui doit avoir lieu à l'été qui arrive,.